# Династија Љао
Династија Љао (кинески језик: 遼朝, традиционално кинеско писмо:辽朝); такође позната и као Китанско Царство (кинески: 契丹國, Qìdān Guó; китански: Mos diau-d kitai huldʒi gur), била је држава у источној Азији која је као царство владала Монголијом, као и деловима данашњег Казахстана, руског Далеког истока и северне Кине између 907. и 1125. Основао ју је китански велики кан Таи-цу у време колапса кинеске царске династије Танг.
Династија је настала из консолидације моц́и међу Киданима у 8. веку и њихових експанзионистичких кампања у другој половини 9. века. На крају је поглавар Jила, Абаођи, постао вођа Китана и прогласио династичку државу у кинеском стилу 916. Династија Љао је покренула више војних кампања против суседних држава и народа, укључујуц́и Кумо Си, Шивеј, Татаре, Зубу, Конгирад, Балхој , Корјо, Каснији Танг и династија Сунг. Њена освајања обухватају шеснаест префектура (укључујуц́и данашњи Пекинг и део Хебеја) подстицањем прокси рата који је довео до колапса каснијег Танга (923–936). Године 1004, династија Љао је покренула експедицију против династије Северни Сунг. Након тешких борби и великих жртава између два царства, стране су склопиле Чањуански споразум. Кроз споразум, династија Љао је приморала Северни Сунг да их призна као пандане и најавила еру мира и стабилности између две силе која је трајала око 120 година. То је била прва држава која је контролисала читаву Манџурију.
Љао Царство је уништила династија Ђин 1125 године. Делови китанског народа под водством Јели Дашија су пребегли и основали династију Западни Сја, такође познату и као Кара-Китански Канат. Она је стекла значајан утицај на Централну Азију и одржала се све до монголске инвазије под Џингис Каном 1220.

## Династија Љао
Кинески: 辽朝 (Liáocháo)

На власти од 907. до 1125. године.
| Постхумно име | Храмовно име               | Лично име1                                 | Владарско име                                                                  | Период владавине                                  |
| --- | -------------------------- | ------------------------------------------ | ------------------------------------------------------------------------------ | ------------------------------------------------- |
| Конвенција за навођење: храмовно име. |                            |                                            |                                                                                |                                                   |
| Цар Лије-тијен 烈天皇帝 (Liètiān huángdì) | Таи-цу 太祖 (Tàizǔ)        | Је-ли А-бао-ђи 耶律阿保机 (Yēlǜ Ābǎojī)    | без имена Шен-ц’ (神册) Тијен-цан (天赞) Тијен-сјен (天显)                     | 907—916 916—922 922—926 926                       |
| Цар Хуи-вен 惠文皇帝 (Huìwén huángdì) | Таи-цунг 太宗 (Tàizōng)    | Је-ли Јао-гу 耶律尧骨 (Yēlǜ Yáogǔ)         | Тијен-сјен (天显) Хуи-тунг (会同) Да-тунг (大同)                               | 926—938 938—947 947                               |
| Цар Џуанг-сјен 庄宪皇帝 (Zhuāngxiàn huángdì) | Ш’-цунг 世宗 (Shìzōng)     | Је-ли Ву-ји 耶律兀欲 (Yēlǜ Wùyù)           | Тијен-лу (天禄)                                                                | 947—951                                           |
| Цар Ђинг-џенг 敬正皇帝 (Jìngzhèng huángdì) | Му-цунг 穆宗 (Mùzōng)      | Је-ли Шу-ли 耶律述律 (Yēlǜ Shùlǜ)          | Јинг-ли (应历)                                                                 | 951—969                                           |
| Цар Канг-ђинг 康靖皇帝 (Kāngjìng huángdì) | Ђинг-цунг 景宗 (Jǐngzōng)  | Је-ли Минг-ји 耶律明扆 (Yēlǜ Míngyǐ)       | Бао-нинг (保宁) Ћијен-хенг (乾亨)                                              | 969—979 979—982                                   |
| Цар Сјао-сјуен 孝宣皇帝 (Xiàoxuān huángdì) | Шенг-цунг 圣宗 (Shèngzōng) | Је-ли Вен-шу-ну 耶律文殊奴 (Yēlǜ Wénshūnú) | Ћијен-хенг (乾亨) Тунг-х’ (统和) Каи-таи (开泰) Таи-пинг (太平)                | 982 983—1012 1012—1021 1021—1031                  |
| Цар Сјао-џанг 孝章皇帝 (Xiàozhāng huángdì) | Сјинг-цунг 兴宗 (Xìngzōng) | Је-ли Џ’-гу 耶律只骨 (Yēlǜ Zhīgǔ)          | Ђинг-фу (景福) Чунг-сји (重熙)                                                 | 1031—1032 1032—1055                               |
| Цар Сјао-вен 孝文皇帝 (Xiàowén huángdì) | Дао-цунг 道宗 (Dàozōng)    | Је-ли Џа-ла 耶律查剌 (Yēlǜ Zhālà)          | Ћинг-нинг (清宁) Сјен-јунг (咸雍) Таи-канг (太康) Да-ан (大安) Шоу-чанг (寿昌) | 1055—1064 1065—1074 1075—1084 1085—1094 1095—1101 |
| Цар Тијен-цуо 天祚皇帝 (Tiānzuò huángdì) | нема                       | Је-ли A-гуо 耶律阿果 (Yēlǜ Āguǒ)           | Ћијен-тунг (乾统) Тијен-ћинг (天庆) Бао-да (保大)                              | 1101—1110 1111—1120 1121—1125                     |
| 1. Владарска кућа династије Љао није припадала националности Хан, него данас изумрлој прото-монголској етничкој групи Китан (кин. 契丹, Qìdān) са подручја Манџурије. У табели су дата њихова китанска лична имена. Кинеска имена која су користили дата су у чланку о овој династији. |                            |                                            |                                                                                |                                                   |